# Olof Rudbeck der Ältere

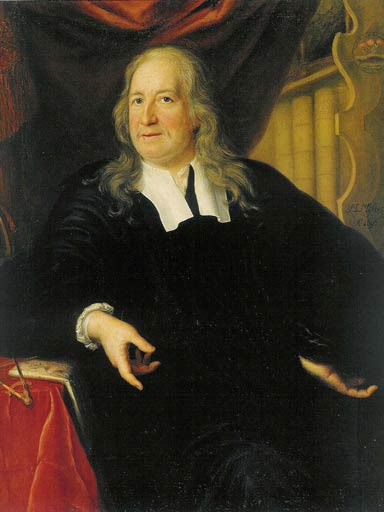
Olof Rudbeck d. Ä., 1696

Olof Rudbeck der Ältere, auch Ole Rudbeck und latinisiert Olaus Rudbeckius (* getauft am 12. Dezember 1630 in Västerås; † 17. September 1702 in Uppsala), war ein schwedischer Anatom, Botaniker und Universalgelehrter. Sein offizielles botanisches Autorenkürzel lautet „O.J.Rudbeck“.

## Leben
Olaus Rudbeck war der Sohn des Bischofs von Västerås, Johannes Rudbeckius. Sein Patenonkel war König Gustav II. Adolf. Er besuchte das von seinem Vater gegründete Gymnasium in Västerås. 1648 bezog er die Universität Uppsala, wo er Medizin studierte, unter anderem die anatomischen Schriften von William Harvey. Mit einer Arbeit über den Blutkreislauf (De circulatione sanguinis) wurde Rudbeck 1652 in Uppsala zum Doktor der Medizin promoviert.
1652 entdeckte er, dass die lymphatischen Gefäße ein eigenes Organsystem darstellen. Allerdings ist wohl davon auszugehen, dass der dänische Arzt Thomas Bartholin dieselbe Entdeckung, die er in seiner Schrift Vasa lymphatica nuper hafniae in animalibus inventa et hepatis exsequiae 1653 veröffentlichte, zwei Monate vor Rudbeck gelang.
1653 begann Rudbeck mit einem Stipendium von Christina von Schweden und Axel Oxenstierna, dem Kanzler der Universität von Uppsala, ein Studium in Leiden. Er beschäftigte sich dort mit Arzneiwissenschaft, daneben Musik, Mechanik, Malerei und Altertumswissenschaften, erwarb jedoch keinen Abschluss. Rudbeck kehrte 1654 als Adjunkt der Medizin nach Uppsala zurück. Als Dozent der Botanik an der Universität Uppsala tätig, legte er dort den botanischen Garten an, der durch Carl von Linné große Bedeutung erlangte. 1660 wurde er Professor der Naturgeschichte, 1661–1670 war er Rektor der Universität. Er erhielt später die Professur der Anatomie und wurde dann auch Kurator der Universität.
Er reformierte nicht nur das Studium und entwarf den modernsten Seziersaal Europas (Theatrum anatomicum), der gegen Gebühr auch von den Bürgern von Uppsala besucht werden konnte, sondern erfand auch Fischreusen, Windmühlen und eine Hebebrücke, richtete einen Postdienst zwischen Uppsala und Stockholm ein und sicherte die Wasserversorgung Uppsalas durch ein Aquädukt.
Rudbeck war auch als Ausgräber tätig, er untersuchte nach eigenen Angaben 16.000 Grabhügel, die er über die Dicke der Humusschicht datierte.
Er war Vater von Olof Rudbeck dem Jüngeren, Alfred Nobel ist einer sein Ur-Ur-Urenkel.

## Universität Uppsala
Nach Ansicht Rudbecks (1685) sollte die Universität keine Elementarschule oder Kirchenschule sein, letzteres damals ihr Hauptzweck, sondern für alle, die ein Staatsamt anstrebten, ob geistlich oder weltlich, zivil oder militärisch da sein, auch für „Maurermeister, Zimmerleute, die Erbauer von Hammerwerken und Springbrunnen und andere“. Er legte also großes Gewicht auf die Vermittlung praktischer Kenntnisse und bildete seine Studenten unter anderem im Vermessungswesen, dem Schiffbau und der Konstruktion von Springbrunnen und im Feuerwerkswesen aus, dem seine besondere Leidenschaft galt.
Sein Nachfolger auf dem Lehrstuhl für Medizin wurde sein Sohn Olof Rudbeck der Jüngere.

## Werke
Rudbeck schuf ein großes Tafelwerk mit Holzschnitten, in dem er alle bekannten Pflanzen abbilden wollte; er zeichnete hierfür an die 11.000 Pflanzen. 1701 erschien der zweite Teil des Werkes als Campi Elysii liber secundus, 1702 der erste Teil. Bei einer Feuersbrunst am 16. Mai 1702 wurden sämtliche Exemplare des ersten Teils bis auf zwei und die meisten Exemplare des zweiten Teils zerstört. Eine neue Auflage des ersten Teils in 20 Exemplaren erschien erst 1863.

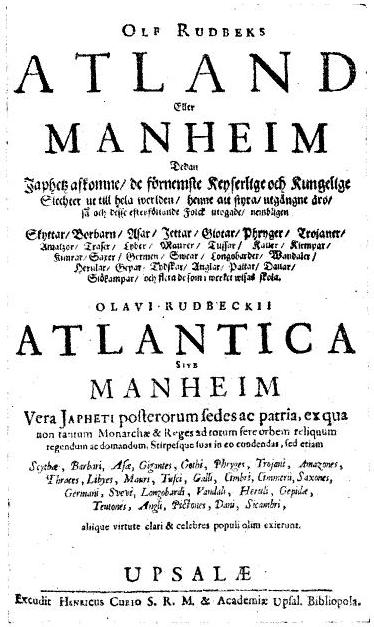
Titelseite Atland eller Manheim, Atlantica sive Manheim, vera Japheti posterorum sedes et patria

Von 1670 bis zu seinem Tode arbeitete Rudbeck an dem Werk Atland eller Manheim, Atlantica sive Manheim, vera Japheti posterorum sedes et patria (Upsala 1675–98, 4 Bände). Es erschien gleichzeitig auf Schwedisch und in Latein, wobei schwedisch die Urfassung war und die lateinische Version durch einen Übersetzer erstellt wurde.
In der Atlantica versuchte Rudbeck nachzuweisen, dass Schweden das Atlantis des Platon sei. Gomer, der Sohn Japhets habe sich nach der Sintflut in Schweden angesiedelt, das damit die Heimat der meisten europäischen Völker sei (Vagina gentium, ein Ausdruck, der sich schon bei Jordanes findet). Damit war Rudbeck ein früher Vertreter der These Ex septentrione lux. In Schweden seien die Schrift (Runen) und die Astronomie erfunden worden. Des günstigen Klimas und der guten Ernährung wegen seien die schwedischen Frauen sehr fruchtbar (Rudbeck berichtete, dass auch zu seiner Zeit manche ihm namentlich bekannte Frauen 8–16 Kinder zur Welt brachten, ja sogar 34, und die Frauen selten völlig unfruchtbar waren). Schweden sei wegen seines Fischreichtums ausgewählt worden, da Fische kurz nach der Sintflut das wichtigste Nahrungsmittel gewesen seien; auch andere frühe Völker hätten überwiegend am Meer gesiedelt.
Skandinavien entspreche dem Atlantis Platons, wie seine Topographie beweise. Insgesamt führte Rudbeck 44 direkte und 102 indirekte Beweise für seine These an. Die Hauptstadt von Atlantis habe bei Uppsala gelegen. Die Gräben, von denen Platon berichtete, fänden sich in einigen Wasserläufen wieder, seien aber größtenteils verlandet.
Indem er antike Überlieferung, die Bibel, Georgios Synkellos und Snorris Edda miteinander verband, stellte Rudbeck eine detaillierte Chronologie des Altertums auf. Auch betrachtete er den Wikinger als „unseren starken, kriegerischen, ehrbaren, heidnischen und primitiven Vorfahren“, was im Zuge der Zeit lag, eine eigene nordische Identität zu entwickeln.
| Ereignis                                                                           | Datum AM (Anno mundi) |
| ---------------------------------------------------------------------------------- | --------------------- |
| Geburt Noahs                                                                       | 1056                  |
| Sintflut                                                                           | 1656                  |
| Turmbau zu Babel                                                                   | 1700                  |
| Erfindung der Runen                                                                | 1861                  |
| erste nordische Eroberungswelle                                                    | 2200–2500             |
| Ende des Kupferzeitalters, Beginn des heroischen Zeitalters (Zeitalter der Götter) | 2300                  |
| Gründung Trojas                                                                    | 2500                  |
| Zerstörung Trojas                                                                  | 2700                  |
| Alexander der Große                                                                | 3700                  |

Der vierte Band der Atlantica blieb unvollendet, nur die ersten Kapitel wurden gedruckt und fast alle im großen Brand von Uppsala im Sommer 1702 zerstört.
Während Rudbeck heute vor allem wegen seiner bizarren Schlussfolgerungen bekannt ist, werden die soliden wissenschaftlichen Prinzipien, auf denen diese Schlussfolgerungen beruhen, erst in jüngster Zeit zunehmend anerkannt. Erikson sieht Atlantica als einen Punkt, an dem sich der Humanismus der Renaissance und moderne Wissenschaft berühren.
Erikson charakterisiert das Buch als „ein geschichtliches Werk von extremem Patriotismus“. Rudbeck selbst betonte allerdings vehement, dass seine Liebe zur Wahrheit größer sei als die zu seinem Vaterlande.

## Ehrungen
Carl von Linné benannte ihm und seinem Sohn, Olof Rudbeck dem Jüngeren, zu Ehren die Gattung Rudbeckia der Pflanzenfamilie der Korbblütler (Asteraceae).

## Schriften und Werkausgaben
- Axel Nelson (Hrsg.): Olaus Rudbecks Atlantica: Svenska originaltexten. 5 Bände. Studier och källskrifter utgivna av Lärdomshistoriska samfundet, Almqvist & Wiksell, Stockholm 1937–1950.
- Disputatio anatomica, de circulatione sanguinis. Eucharius Lauringer, Västerås 1652.